# Claudio Lolli
Claudio Lolli (Bolonia, Emilia-Romaña; 28 de marzo de 1950-Ibidem, 17 de agosto de 2018) fue un cantautor, escritor y poeta italiano.

## Biografía
Sus primeras experiencias musicales se producen en la Osteria delle Dame de Bolonia a comienzos de la década de 1970. Su estilo presenta ligeras reminiscencias del de Francesco Guccini, si bien presenta connotaciones originales. Las letras de sus canciones dibujan fragmentos de vida cotidiana. Se acompaña a la guitarra, usando una rudimentaria técnica de fingerpick.
En 1972 era uno de los tantos jóvenes cantautores más o menos desconocidos ( a la sazón el más conocido era Claudio Rocchi, los otros eran Antonello Venditti, Francesco De Gregori y Alan Sorrenti) que enviaban grabaciones no profesionales al programa Per Voi Giovani, creado por Renzo Arbore y presentado por Carlo Massarini.
En sus inicios, Claudio Lolli canta un descontento existencial que recuerda más a Sergio Corazzini e indirectamente a Guido Gozzano que al gran pesimista Giacomo Leopardi. Posteriormente halla una autonomía artística que le permite expresar su agridulce mundo poético que oscila entre la provincia emiliana materna y la pesadilla de la ciudad anónima e inhóspita. Escribe algunas piezas magistrales en el aspecto musical y armónico (Viaggio, Donna di fiume, Anna di Francia, Michel, Come un Dio americano)...).
Su mayor éxito artístico es la canción Ho visto anche degli zingari felici, junto con el entero álbum del mismo nombre, que publica en 1976. Con este trabajo, Lolli separa su camino definitivamente del de Guccini, asumiendo un fuerte y valeroso compromiso político.
Entre los años ochenta y noventa del siglo XX Lolli es dejado de lado por los grandes medios de comunicación, a pesar de que continúa grabando discos y realizando conciertos. Simultáneamente, se incorpora a su primer trabajo, como profesor de secundaria (como Guccini y Vecchioni).
Después, álbumes como Nove pezzi facili, Intermittenze del cuore y Dalla parte del torto lo devuelven a la atención del gran público. Actúa por toda Italia con el acompañamiento, tan solo, del maestro Capodacqua a la guitarra clásica electrificada, en actuaciones en las que desgrana su vastísimo repertorio, alternando las canciones célebres con otras menos conocidas.
En 1998 recibió el Premio Piero Ciampi por toda su carrera.
Lolli es autor, también, de algunos libros. Entre su obra narrativa se encuentran L'inseguitore Peter H., Giochi crudeli y Nei sogni degli altri.
En 1998 la editorial City Lights Italia de Florencia publicó las letras de sus canciones en un volumen titulado Antipatici antipodi 1972-1997. En 2004, Lolli publica el volumen Rumore rosa, que incluye un compact disc.